# Valle Morobbia
La Valle Morobbia è una valle ticinese scavata dal torrente Morobbia, sita nel distretto di Bellinzona; essa si estende da passo San Jorio fino al piano di Giubiasco.

## Geografia

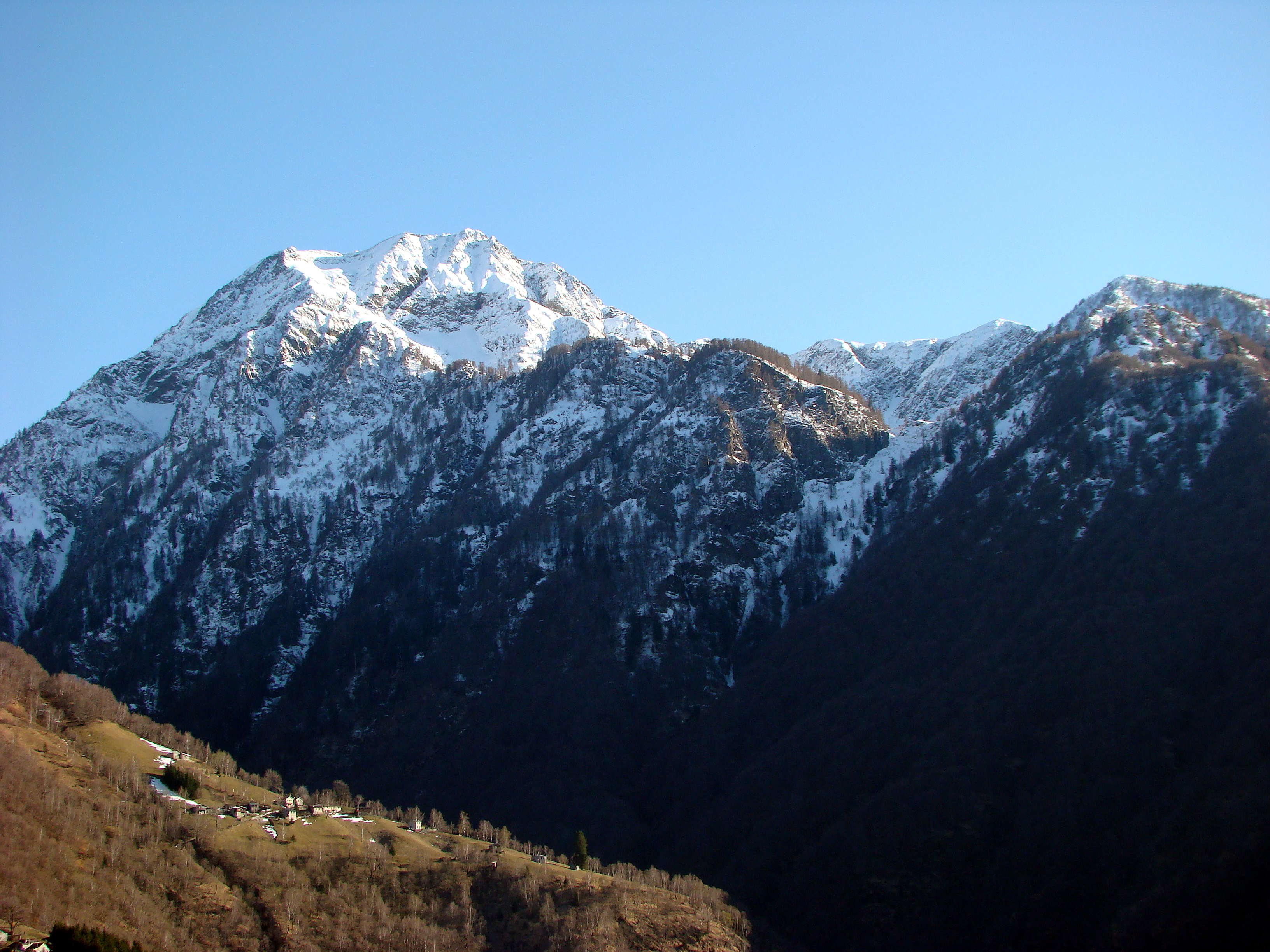
Il Camoghè coi Monti Costa dell'Albera

Appartenenti alle Prealpi Luganesi, le montagne principali che contornano la valle sono:
- Il Camoghè - 2.229 m
- Il Pizzo di Gino - 2.245 m
- Il Corno di Gesero -  2.227 m
- Il Motto d'Arbino - 1.629 m
- La Cima delle Cicogne - 2.201 m
- La Cima di Cugn - 2.237 m
- Il Monte Albano - 2.027 m
- Il Motto della Tappa - 2.078 m
- Il Gazzirola - 2.116 m